# 주요르단 대한민국 대사관
주요르단 대한민국 대사관(아랍어: سفارة جمهورية كوريا في الأردن)은 1975년 요르단 암만에 개설된 대한민국 외교부 소속의 대사관이다.

## 역사
대한민국과 요르단 양국은 1962년 7월 26일 외교 관계 수립에 합의하고 1970년 5월 12일 주암만 명예 총영사관을 개설하였으며, 1975년 3월 31일 주요르단 대한민국 대사관을 개설하였다. 1986년 11월 대사관 청사와 관저를 암만 자발암만 4서클에 신축, 이전하였는데, 이곳은 총리실을 비롯하여 오스트레일리아, 스웨덴, 일본, 쿠웨이트 등 각국 대사관들이 있는 외교가이며 공관 건물은 대한민국의 기술로 지어진 3층 건물이다.
요르단 정부는 대한민국과의 외교 관계 수립 이후부터 계속 우호 관계를 유지해왔으며, 요르단은 남북한 유엔 동시 가입을 지지하는 등 각종 국제기구에서 대한민국의 입장을 지지한다. 한반도 통일에 관해서는 당사자간의 대화로써 해결해야 한다는 입장이며, 1983년 9월에는 국왕 후세인 1세가가 방한하였다.
요르단 정부는 대한민국과 수교한 이후에 한동안 주일본 요르단 대사관에서 대한민국과 관련된 외교 임무를 겸임해 오다가 2011년 2월에 대한민국 서울에 주한 요르단 대사관을 개설했다. 요르단은 1974년 6월 30일에 조선민주주의인민공화국과도 수교했으나 2018년 2월 1일에 미국과의 동맹 정책을 따르기 위한 차원에서 단절했다.

## 역대 대사
- 제1대: 소상영 (1975년 8월 부임)
- 제2대: 소진철 (1979년 5월 부임)
- 제3대: 김재성 (1981년 11월 부임)
- 제4대: 박동순 (1985년 5월 부임)
- 제5대: 박태진 (1988년 4월 부임)
- 제6대: 이한춘 (1991년 8월 부임)
- 제7대: 오정일 (1994년 3월 부임)
- 제8대: 이경우 (1997년 9월 부임)
- 제9대: 최종화 (2000년 8월 부임)
- 제10대: 김경근 (2002년 9월 부임)
- 제11대: 신연성 (2005년 3월 부임)
- 제12대: 신봉길 (2007년 9월 부임)
- 제13대: 신현석 (2010년 8월 부임)
- 제14대: 최홍기 (2013년 7월 부임)
- 제15대: 이범연 (2016년 5월 부임)
- 제16대: 이재완 (2019년 5월 부임)
- 제17대: 김동기 (2023년 1월 부임)
- 제18대: 김필우 (2024년 7월 부임)

## 같이 보기
- 주한 요르단 대사관
- 대한민국의 재외공관 목록
- 요르단 주재 외국공관 목록
- 대한민국-요르단 관계